# هانس لال
هانس لال (انگلیسی: Hans Aall; ۲۰ سپتامبر ۱۸۶۹ – ۶ نوامبر ۱۹۴۶) نمایشگاه‌گردان اهل نروژ بود.